# ماریکوپا ویلیج (آریزونا)
ماریکوپا ویلیج (به انگلیسی: Maricopa Village) یک منطقهٔ مسکونی در ایالات متحده آمریکا است که در آریزونا واقع شده‌است. ماریکوپا ویلیج ۲۹۸ متر بالاتر از سطح دریا واقع شده‌است.